# The Hard Way (213)
The Hard Way è l'unico album in studio del gruppo hip hop statunitense 213, composto dai rapper Snoop Dogg, Warren G e dal cantante Nate Dogg, ed è stato pubblicato il 17 agosto del 2004.

## Tracce
1. Intro – 1:49
2. Twist Yo Body (featuring Dion) – 3:28
3. Absolutely – 4:00
4. Keep It Gangsta – 4:36
5. Run On Up – 3:33
6. Groupie Luv – 3:52
7. Lonely Girl – 4:04
8. Another Summer – 4:12
9. 213 tha Gangsta Clicc – 3:52
10. Gotta Find a Way – 3:25
11. Ups & Downs – 3:53
12. Joysticc – 4:48
13. Rick James (Interlude performed by Dave Chappelle) – 0:36
14. Mary Jane – 3:48
15. MLK – 3:44
16. Lil Girl – 3:19
17. My Dirty Ho – 4:12
18. Appreciation – 4:06
19. So Fly – 4:07

Tracce bonus Edizione europea
1. Whistle While You Hustle (featuring Daz Dillinger & Soopafly) – 2:35

## Formazione
- Warren G
- Snoop Dogg
- Nate Dogg